# ردليشية
الردليشية (الاسم العلمي:†Redlichia) هي جنس منقرض من ثلاثيات الفصوص يتبع فصيلة الردليشات من رتبة الردليشيات.